# N400 (België)
De N400 is een gewestweg in Wetteren, België tussen de N9 en het centrum van Wetteren (N407). De weg heeft een lengte van ongeveer 4 kilometer. De weg gaat over de Kwatrechtsteenweg, Noordlaan, Neerstraat, Gentsesteenweg en Felix Beernaertsplein. Waarbij het gedeelte over de Neerstraat en Gentsesteenweg eenrichtingsverkeer is. De rest van de weg bestaat uit twee rijstroken voor beide rijrichtingen samen.

## N400a
De N400a is een 850 meter lange weg in Wetteren. De weg is de oost-west verbinding in Wetteren op het gedeelte waar de N400 alleen van west naar oost te berijden is. De N400a gaat over de Noordlaan tussen Felix Beernaertsplein en Neerstraat.

## N400b
De N400b is een 350 meter lange weg in Wetteren. De N400b is een verbinding tussen de N400 en de N417 via de Neerstraat en Herdershoekstraat. Onderweg gaat de weg onder de spoorlijn 50 door.